# Tournoi de tennis de Bakou
Le tournoi de Bakou est un ancien tournoi de tennis féminin catégorisé WTA International. De 2011 à 2015, il se dispute à Bakou (Azerbaïdjan) sur dur en juillet.
Avec 2 titres acquis en 2013 et 2014, l'Ukrainienne Elina Svitolina est la joueuse de simple la plus titrée du tournoi.
Le tournoi disparait du calendrier WTA à partir de 2016.

## Dotation
Les dotations varient selon les années. Voici celles offertes en 2015.
| Tour          | Prime    | Points |
| ------------- | -------- | ------ |
| Victoire      | 43 000 $ | 280    |
| Finale        | 21 400 $ | 180    |
| 1/2 finale    | 11 500 $ | 110    |
| 1/4 de finale | 6 175 $  | 60     |
| 2e tour       | 3 400 $  | 30     |
| 1er tour      | 2 100 $  | 1      |

| Tour          | Prime    | Points |
| ------------- | -------- | ------ |
| Victoire      | 12 300 $ | 280    |
| Finale        | 6 400 $  | 180    |
| 1/2 finale    | 3 435 $  | 110    |
| 1/4 de finale | 1 820 $  | 60     |
| 1er tour      | 960 $    | 1      |

## Palmarès

### Simple
| No | Date       | Nom et lieu du tournoi | Catégorie | Dotation  | Surface    | Vainqueure          | Finaliste          | Score         |         |
| -- | ---------- | ---------------------- | --------- | --------- | ---------- | ------------------- | ------------------ | ------------- | ------- |
| 1  | 18-07-2011 | Baku Cup, Bakou        | Intern'l  | 220 000 $ | Dur (ext.) | Vera Zvonareva      | Ksenia Pervak      | 6-1, 6-4      | Tableau |
| 2  | 23-07-2012 | Baku Cup, Bakou        | Intern'l  | 220 000 $ | Dur (ext.) | Bojana Jovanovski   | Julia Cohen        | 6-3, 6-1      | Tableau |
| 3  | 22-07-2013 | Baku Cup, Bakou        | Intern'l  | 235 000 $ | Dur (ext.) | Elina Svitolina     | Shahar Peer        | 6-4, 6-4      | Tableau |
| 4  | 21-07-2014 | Baku Cup, Bakou        | Intern'l  | 250 000 $ | Dur (ext.) | Elina Svitolina     | Bojana Jovanovski  | 6-1, 7-62     | Tableau |
| 5  | 27-07-2015 | Baku Cup, Bakou        | Intern'l  | 250 000 $ | Dur (ext.) | Margarita Gasparyan | Patricia Maria Țig | 6-3, 5-7, 6-0 | Tableau |

### Double
| No | Date       | Nom et lieu du tournoi | Catégorie | Dotation  | Surface    | Vainqueures                          | Finalistes                         | Score             |         |
| -- | ---------- | ---------------------- | --------- | --------- | ---------- | ------------------------------------ | ---------------------------------- | ----------------- | ------- |
| 1  | 18-07-2011 | Baku Cup Bakou         | Intern'l  | 220 000 $ | Dur (ext.) | Mariya Koryttseva Tatiana Poutchek   | Monica Niculescu Galina Voskoboeva | 6-3, 2-6, [10-8]  | Tableau |
| 2  | 23-07-2012 | Baku Cup Bakou         | Intern'l  | 220 000 $ | Dur (ext.) | Irina Buryachok Valeria Solovieva    | Eva Birnerová Alberta Brianti      | 6-3, 6-2          | Tableau |
| 3  | 22-07-2013 | Baku Cup Bakou         | Intern'l  | 235 000 $ | Dur (ext.) | Irina Buryachok Oksana Kalashnikova  | Eléni Daniilídou Aleksandra Krunić | 4-6, 7-63, [10-4] | Tableau |
| 4  | 21-07-2014 | Baku Cup Bakou         | Intern'l  | 250 000 $ | Dur (ext.) | Alexandra Panova Heather Watson      | Raluca Olaru Shahar Peer           | 6-2, 7-63         | Tableau |
| 5  | 27-07-2015 | Baku Cup Bakou         | Intern'l  | 250 000 $ | Dur (ext.) | Margarita Gasparyan Alexandra Panova | Vitalia Diatchenko Olga Savchuk    | 6-3, 7-5          | Tableau |